# لكمة الصلابة (حالمين)

تعديل مصدري - تعديل

لكمة الصلابة هي إحدى قرى عزلة حبيل الريدة بمديرية حالمين التابعة لمحافظة لحج، بلغ تعداد سكانها 111 نسمة حسب تعداد اليمن لعام 2004.